# 圣厄斯塔什
圣厄斯塔什（法語：Saint-Eustache，法語發音：[sɛ̃t‿østaʃ] ⓘ）是加拿大魁北克省洛朗蒂德区的一座城市，位于蒙特利尔以西，千岛河北岸。